# Решетникова, Валентина Афанасьевна
Валентина Афанасьевна Решетникова (род. 7 сентября 1939, Москва) — советская артистка балета. Заслуженный артист Карельской АССР (1959).

## Биография
Родилась 7 сентября 1939 года в Москве.
В 1958 году окончила Московское хореографическое училище, педагог Е. П. Гердт.
В 1959—1961 годах — артистка Музыкально-драматического театра Карельской АССР в Петрозаводске.
В 1959 году присвоено звание Заслуженной артистки Карельской АССР.
В 1961—1984 годах — артистка московского Музыкального театра Станиславского и Немировича-Данченко.

Сценическое обаяние, одухотворённость, хорошая техника позволяли Решетниковой перевоплощаться в персонажи как трагедийные, так и комедийные.— Русский балет. Энциклопедия, 1997
Исполняла балетные партии: Медора; Купава («Снегурочка» на муз. Чайковского), Царь-девица; Консуэла («Лола») — оба в постановка балетмейстера В. П. Бурмейстера; Цыганка («Эсмеральда»), Коломбина («Золотой ключик» Вайнберга) в постановке балетмейстера Н. Г. Гришиной; Кривляка («Золушка») в постановке балетмейстера А. В. Чичинадзе, и другие.
Как киноактриса снялась в нескольких фильмах, в том числе исполнила главную роль в первом в СССР цветном телемюзикле «Красное, синее, зелёное»:

… три новеллы, в которых действует очаровательная не только внешне (в этом-то нетрудно убедиться, глядя на цветные кадры), но и по авторской задумке героиня. Её играет а главное, превосходно танцует, солистка балета Музыкального театра имени Станиславского и Немировича-Данченко Валентина Решетникова.— Цветной телевизионный фильм // Журнал «Огонёк», 1967
Муж — артист балета Александр Домашёв, сын — артист балета Антон Домашев.

## Фильмография
- 1966 — Красное, синее, зелёное (первый цветной телемюзикл в СССР) — Вероника — главная роль
- 1982 — Праздник оперетты (музыкальный телеспектакль) — эпизод
- 1983 — Анна Павлова — Екатерина, педагог репетитор
- 1989 — Женщина дня — эпизод